# SKA Nowosybirsk (piłka nożna)
SKA Nowosybirsk (ros. Футбольный клуб «СКА» Новосибирск, Futbolnyj Kłub „SKA” Nowosibirsk) – rosyjski klub piłkarski z siedzibą w Nowosybirsku.

## Dotychczasowe nazwy
- 193?–1945: DKA Nowosybirsk (ros. ДКА Новосибирск)
- 1946–1954: DO (ros. ДО Новосибирск)
- 1955–1957: ODO Nowosybirsk (ros. ОДО Новосибирск)
- 1958–1959: SKWO Nowosybirsk (ros. СКВО Новосибирск)
- 1960–19??: SKA Nowosybirsk (ros. СКА Новосибирск)

## Historia
Piłkarska drużyna DKA Nowosybirsk została założona w latach 30. XX wieku w Nowosybirsku (DKA - Dom Krasnoj Armii). Najpierw występowała w rozgrywkach lokalnych, dopiero w 1945 debiutowała w Wtoroj Grupie Mistrzostw ZSRR, a rok wcześniej startowała w rozgrywkach o Puchar ZSRR. W 1946 klub jak i inne wojskowe kluby zmienił nazwę na DO Nowosybirsk (DO - Dom Oficerów) i kontynuował występy na drugim szczeblu w hierarchii rozgrywek ZSRR. W 1950 po reorganizacji systemu lig zespół okazał się spośród drużyn, których zabrakło w systemie profesjonalnych klubów i był zmuszony grać na poziomie lokalnym. W międzyczasie klub nazywał się ODO Nowosybirsk (Okręgowy Dom Oficerów), SKWO Nowosybirsk (Sportowy Klub Wojskowego Okręgu) i dopiero w 1960 otrzymał nazwę SKA Nowosybirsk (SKA - Sportowy Klub Armii).
W 1961 po kolejnej reorganizacji systemu piłkarskich lig drużyna startowała w Klasie B, grupie 6 Mistrzostw ZSRR. Na drugim szczeblu grała do 1968. Zajęła przedostanie 20 miejsce w swojej podgrupie i później występowała w rozgrywkach amatorskich. 

## Sukcesy

### Trofea międzynarodowe
Nie uczestniczył w rozgrywkach europejskich (stan na 31-05-2013).

### Trofea krajowe
ZSRR
| \| \| Zdobyte trofea w rozgrywkach Związku Radzieckiego (stan na: 1-01-1992) \| |                                                                        |      |                       |
| Rozgrywki                                                                       | Osiągnięcie                                                            | Razy | Sezon(y)              |
| Mistrzostwo                                                                     | I miejsce                                                              | 0    |                       |
| Mistrzostwo                                                                     | II miejsce                                                             | 0    |                       |
| Mistrzostwo                                                                     | III miejsce                                                            | 0    |                       |
| Puchar                                                                          | zdobywca                                                               | 0    |                       |
| Puchar                                                                          | finalista                                                              | 0    |                       |
| Puchar                                                                          | 1/8 finału                                                             | 3    | 1944, 1963, 1965      |
| II liga                                                                         | I miejsce                                                              | 0    |                       |
| II liga                                                                         | II miejsce                                                             | 0    |                       |
| II liga                                                                         | III miejsce                                                            | 0    |                       |
| II liga                                                                         | 11 miejsce                                                             | 1    | 1945 (strefa 2 RFSRR) |
|                                                                                 | Zdobyte trofea w rozgrywkach Związku Radzieckiego (stan na: 1-01-1992) |      |                       |

## Stadion
Klub rozgrywał swoje mecze domowe na stadionie SKA w Nowosybirsku, który może pomieścić 1000 widzów.